# Rudi Coetzee
Pour les articles homonymes, voir Coetzee.

a Compétitions nationales et continentales officielles uniquement.

Dernière mise à jour le 7 mars 2018.
Rudolf Coetzee dit Rudi Coetzee, né le 16 avril 1981 à Port Elizabeth (Afrique du Sud), est un joueur sud-africain de rugby à XV qui évolue au poste de centre.

## Biographie
Cet international sud-africain à sept a d’abord joué pour les Lions de Johannesburg en Currie Cup, puis dans le Super 12 avec les Cats, franchise de la province du Gauteng. En 2006, il est transféré aux Blue Bulls de Pretoria et dispute le Super 14 avec la franchise locale des Bulls. Il signe à l’été 2006 pour le CS Bourgoin-Jallieu et signe pour une saison de 2011 à 2012 en tant que joker médical à l'USAP. Il signe en avril 2012 au FC Grenoble Rugby, avec qui il évolue jusqu'en 2014.

## Carrière internationale
- International sud-africain à sept